# Hermann Reinhold
Hermann Reinhold (* 13. November 1893 in Lieberhausen; † 10. März 1940 in Aschaffenburg) war ein deutscher Chemiker und von 1936 bis 1940 Hochschullehrer für Physikalische Chemie in Gießen.

## Leben
Am 13. Februar 1913 bestand Reinhold die Abiturprüfung am Hennebergischen Gymnasium in Schleusingen. Ab 1. April 1913 war er Einjährig-Freiwilliger beim 19. Infanterie-Regiment der Bayerischen Armee in Erlangen. Als Unteroffizier und Offiziers-Aspiranten wurde er am 31. März 1914 zur Reserve entlassen. Nachdem er im Sommersemester 1914 Naturwissenschaften in Halle studiert hatte, wurde Reinhold Anfang August 1914 mit Ausbruch des Ersten Weltkriegs einberufen. Mit dem 19. Infanterie-Regiment stand er bis Kriegsende an Brennpunkten der Westfront. Befördert wurde er zum 1. April 1915 zum Vizefeldwebel der Reserve und Offiziers-Stellvertreter. Ab 23. August 1915 war er Leutnant der Reserve und ab 15. März 1918 Oberleutnant der Reserve Ausgezeichnet wurde er mit dem Eisernen Kreuz II. Klasse und I. Klasse, dem Militärverdienstorden IV. Klasse mit Schwertern sowie nach drei Verwundungen mit dem Verwundetenabzeichen in Silber.
Nach seiner Entlassung aus dem Heeresdienst am 26. November 1918 setzte Reinhold sein Studium der Chemie, Physik, Mineralogie und Philosophie im Wintersemester 1918/19 zunächst in Erlangen fort. Ab dem Zwischensemester 1919 studierte er in Halle. Im selben Semester trat er dem Verein Deutscher Studenten Halle bei. Neben dem Studium diente er 1919/21 als Zeitfreiwilliger in der Reichswehr-Brigade 16. Während des Kapp-Putsches im März 1920 führte er die 2. Steifkompanie des Freikorps Halle.
Am 26. Juli 1922 wurde er zum Dr. phil. promoviert und trat 1923 dem Verein Deutscher Chemiker bei. Nach seiner Promotion war Reinhold in Betrieben der chemischen Industrie tätig. Ab 1. Oktober 1923 wurde er planmäßiger Assistent am Institut für Physikalische Chemie in Halle bei Carl Tubandt. Er habilitierte sich am 24. Mai 1928 für Physikalische Chemie. Anschließend lehrte er in Halle als Privatdozent. Am 25. Juni 1934 wurde er zum nicht beamteten außerordentlichen Professor ernannt. Nachdem er sich gegen eine Berufung an der TH Dresden entschieden hatte, übernahm Reinhold im November 1935 die Lehrstuhlvertretung von  Karl Schaum an der Universität Gießen und die Leitung des Physikalisch-chemischen Instituts.  Am 17. Januar 1936 wurde er mit Wirkung zum 1. März 1936 als Schaums Nachfolger ordentlicher Professor. Gleichzeitig wurde er Direktor des Physikalisch-chemischen Instituts. Reinhold war vom WS 1937/38 bis einschließlich WS 1938/39 Prodekan der Philosophischen Fakultät, II. Abteilung. Ab 1939 war er Dekan der SS. Außerdem war er im WS 1939/40 Vertrauensmann der Universität bei der Deutschen Forschungsgemeinschaft. Mitglied wurde er bei der Gießener Hochschulgesellschaft.
Zum 1. April 1933 trat Reinhold der NSDAP bei (Mitgliedsnummer 1.818.855). Im November 1933 wurde Reinhold außerdem Rottenführer der SA. Ab 1938 war er Oberleutnant der Reserve beim Infanterie-Regiment 116 in Gießen. Am 1. Dezember 1938 wurde er zum Hauptmann der Reserve befördert und diente ab dem 28. August 1939 als Kompanieführer beim Infanterie-Ersatz-Bataillon 116 in Marburg. Am 28. November 1939 wurde er als Kommandeur des I. Bataillons des neu aufgestellten Infanterie-Regiments 379 nach Frankfurt am Main versetzt.
Reinhold starb am 10. März 1940 an den Folgen der Operation eines Nierentumors am 6. März in einem Reservelazarett in Aschaffenburg.